# روابط گرجستان و اسپانیا
روابط گرجستان-اسپانیا روابط دوجانبه و دیپلماتیک بین این دو کشور است. گرجستان دارای سفارت در مادرید و دو کنسولگری در بارسلونا و سویل است. اسپانیا در گرجستان سفارت ندارد، اما سفارت آنکارا و ترکیه برای این کشور معتبر شناخته شده‌است. اسپانیا کنسولگری در تفلیس دارد. هر دو کشور عضو شورای اروپا هستند. همراه با پرتغال، هر دو کشور نام تاریخی «ایبریا» را در سرزمین‌های خود مشترک دارند: شبه جزیره ایبری (اسپانیا و پرتغال) و پادشاهی ایبریا (گرجستان).

## روابط دیپلماتیک
اسپانیا از سال ۱۹۹۲ روابط دیپلماتیک خود را با جمهوری گرجستان حفظ کرده‌است. در حال حاضر، روابط اسپانیا با گرجستان با عضویت اسپانیا در اتحادیه اروپا مشخص شده‌است.
گرجستان از سال ۲۰۰۵ نمایندگی دیپلماتیک در مادرید داشته‌است، اما اسپانیا فاقد سفارت مقیم در تفلیس است. سفارت اسپانیا در آنکارا تحت اعتبار چندگانه صلاحیت دارد. هر دو کشور به ترتیب به وحدت ارضی اعتماد کرده و در زمینه‌های مختلف دو جانبه با موفقیت همکاری می‌کنند.

## روابط اقتصادی

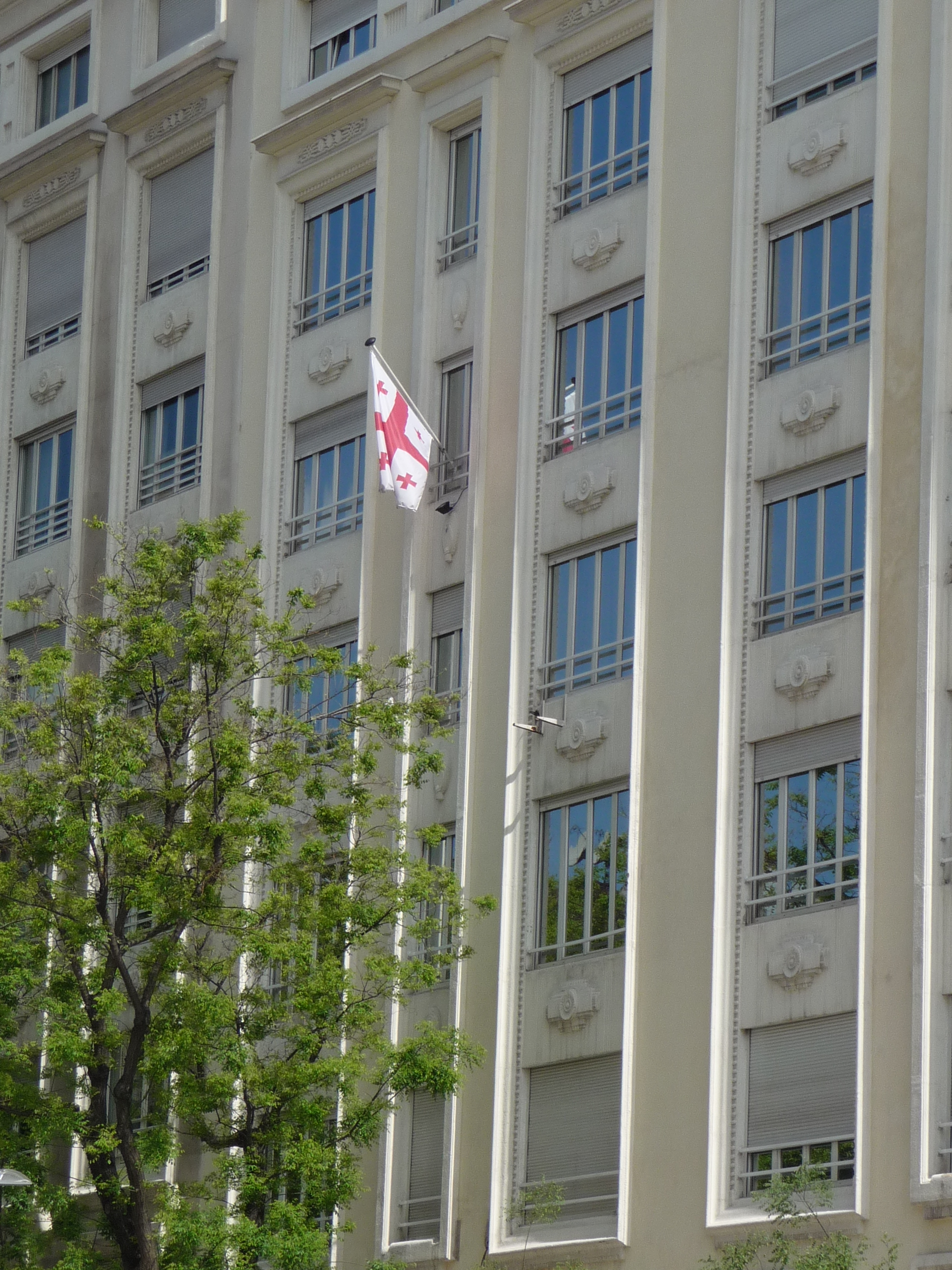
سفارت گرجستان در مادرید

در سال ۲۰۱۴، رشد اقتصاد گرجستان ۴٫۸٪ بود، این بهبود با وجود جنگ روسیه و اوکراین، به لطف افزایش مصرف، سرمایه‌گذاری خصوصی و صادرات، اتفاق افتاد. آسیب‌پذیری‌های ساختاری خاصی در بخش مالی باقی مانده‌است (دلارسازی بالا، نقدینگی کوتاه مدت و تمرکز بالای بانکی). در میان بخشهایی که بیشترین رشد را داشته‌اند، ساخت و ساز، تجارت خرده فروشی و تولید قابل توجه است.
گرجستان دچار تحول مثبتی در اقتصاد خود شده‌است اما هنوز هم نیاز به انجام اصلاحات ساختاری دارد که همان‌طور که هدف خود را در برنامه میان مدت خود قرار داده‌است، به آن امکان می‌دهد رشد اقتصادی را افزایش دهد و آن را فراگیرتر، ایجاد اشتغال و در عین حال زمان سیاست پولی موفق خود را با نرخ انعطاف‌پذیر ارز، با حفظ ذخایر شدید ارزی و سقف تورم تقویت کند.
نرخ فقر در پنج سال گذشته به میزان قابل توجهی کاهش یافته‌است، در سال ۲۰۱۲ فقر شدید ۳٫۷٪ است (آخرین داده‌ها)، اگرچه مناطق روستایی همچنان فقر نسبی قابل توجهی را نشان می‌دهند. این کاهش عمدتاً به دلیل سیاست‌های کمک‌های اجتماعی است.
روابط اقتصادی این دو کشور محدود است، اما با توجه به بهبود قابل توجه جو سرمایه‌گذاری‌های خارجی، علاقه روزافزون شرکت‌های اسپانیایی شناسایی می‌شود. از تاریخ ۱ ژوئیه ۲۰۱۱، توافق‌نامه ای در حال اجرا است که از مالیات مضاعف بین گرجستان و اسپانیا جلوگیری می‌کند. در تاریخ ۱۰ و ۱۱ مارس ۲۰۱۴، اسپانیا و گرجستان دو تفاهم نامه همکاری در منطقه اقتصادی و تفاهم نامه منطقه گردشگری را امضا کردند.
در سال ۲۰۱۴، صادرات اسپانیا به گرجستان ۵۸٫۸ میلیون یورو بوده‌است؛ در حالی که در سال ۲۰۱۳ این مقدار ۷۸٫۸ میلیون یورو بوده که ۲۵٫۴ درصد کاهش نشان می‌دهد، در حالی که واردات گرجستان از اسپانیا به ۴۳ میلیون یورو رسیده‌است درحالی که در سال ۲۰۱۳ این مقدار ۲۹٫۳۲ میلیون یورو بوده، که با ۱۷۷٫۷ درصد بیشترین افزایش در سالهای اخیر را نشان می‌دهد.

## بیانیه‌ها، معاهدات و توافق‌نامه‌های امضا شده
- توافق‌نامه همکاری فرهنگی، آموزشی و علمی، امضا: ۱۱ مارس ۱۹۹۳، لازم‌الاجرا: ۱۲ ژوئن ۱۹۹۶، BOE: 3 دسامبر ۱۹۹۶.
- توافق برای جلوگیری از مالیات مضاعف و جلوگیری از فرار مالیاتی در امور مالیات بر درآمد و دارایی. پروتکل و امضا: ۷ ژوئن ۲۰۱۰، لازم‌الاجرا: ۱ ژوئیه ۲۰۱۱، BOE: 1 ژوئن ۲۰۱۱.[۸]